# Кадини
Кадини (пол. Kadyny, нім. Cadinen) — село в Польщі, у гміні Толькмицько Ельблонзького повіту Вармінсько-Мазурського воєводства.
Населення — 629 осіб (2011).
У 1975-1998 роках село належало до Ельблонзького воєводства.

## Демографія
Демографічна структура станом на 31 березня 2011 року:
|          | Загалом | Допрацездатний вік | Працездатний вік | Постпрацездатний вік |
| -------- | ------- | ------------------ | ---------------- | -------------------- |
| Чоловіки | 319     | 70                 | 227              | 22                   |
| Жінки    | 310     | 71                 | 187              | 52                   |
| Разом    | 629     | 141                | 414              | 74                   |